# Верховная рада Украины II созыва
Верховная рада Украины II созыва 
Избрана на парламентских выборах 1994 года.
Срок полномочий : 5 лет (сокращён до 4 лет после принятия новой Конституции)
Начало заседаний: 11 мая 1994 — принятие присяги депутатами II созыва
12 мая 1998 — принятие присяги депутатами 3 созыва

## Председатель
- Мороз А. А.

## Деятельность
Принята Конституция Украины.

## Депутатские фракции и группы
- Фракция Народный Рух Украины, от 25 до 27 народных депутатов, председатель — Вячеслав Черновол
- Фракция Коммунистической партии Украины («Коммунисты Украины за социальную справедливость и полновластие»), от 80 до 95 народных депутатов, председатель — Петр Симоненко
- Фракция Социалистической партии Украины (до 1997 года), от 25 до 27 народных депутатов — Александр Мороз, Мухин
- Фракция Селянской партии Украины (1995-03.10.1996), от 25 до 27 народных депутатов
- Группа «Аграрии Украины» (до 1995 года, с 03.10.1996), от 34 до 48 народных депутатов, руководитель - Александр Ткаченко
- Группа «Аграрники за реформы» (1995-03.10.1996), 25 народных депутатов
- Межрегиональная депутатская группа (до 1998 года), от 27 до 31 народных депутатов, руководитель - Карпов
- Фракция Партии регионального возрождения Украины (в 1998 году), 32 народных депутатов
- Группа «Социально-рыночный выбор» (в 1996—1998 годах) от 25 до 31 народных депутатов
- Группа «Державність» («Государственность») (1994-12.09.1996), от 26 до 30 народных депутатов, председатель — Павловский
- Группа «Центр» (22.04.1994-12.09.1996), от 31 до 38 народных депутатов, руководитель - Игорь Юхновский
- Группа "Движение" (1994), 27 народных депутатов
- Группа «Независимые» (в 1995—1998 годах), от 25 до 29 народных депутатов
- Группа «Конституционный Центр» (12.09.1996-1998), от 50 до 56 народных депутатов
- Группа «Реформы» (в 1994—1997 годах), от 27 до 36 народных депутатов, председатель — Владимир Лановой
- Группа «Единство», от 26 до 37 народных депутатов, руководитель - Таранов
- Фракция Социалистической и Селянской партий Украины (1998 г.), 40 народных депутатов
- Группа «Вперёд, Украина!» (в 1998 году), 30 народных депутатов
- Фракция Аграрная партия Украины (в 1998 году), 27 народных депутатов

## Состав
| ФИО                                               | Портрет | Город или область         | Избирательный округ             | №   | Примечание                |
| ------------------------------------------------- | ------- | ------------------------- | ------------------------------- | --- | ------------------------- |
| Агафонов, Анатолий Викторович (род. 1949)         |         | Николаевская область      | Первомайский                    | 289 | с 31 июля 1994 года       |
| Азаров, Николай Янович (род. 1947)                |         | Донецкая область          | Петровский                      | 115 |                           |
| Аксененко, Сергей Иванович (род. 1967)            |         | Луганская область         | Лутугинский                     | 254 |                           |
| Алексеев, Владимир Геннадиевич (род. 1953)        |         | Харьковская область       | Индустриальный                  | 369 |                           |
| Алёшин, Валерий Борисович (род. 1957)             |         | Кировоградская область    | Индустриальный                  | 224 |                           |
| Ампилогов, Владимир Фёдорович (род. 1954)         |         | Донецкая область          | Пролетарский                    | 116 |                           |
| Анисимов, Леонид Александрович (род. 1947)        |         | Запорожская область       | Заводской                       | 178 |                           |
| Анненков, Егор Иванович (род. 1941)               |         | Луганская область         | Лисичанский                     | 245 |                           |
| Бабич, Валерий Георгиевич (1953—2020)             |         | Днепропетровская область  | Западно-Донбасский              | 97  |                           |
| Байрак, Николай Владимирович (род. 1963)          |         | Днепропетровская область  | Баглийский                      | 83  | с 7 августа 1994 года     |
| Бакай, Игорь Михайлович (род. 1963)               |         | Киевская область          | Бориспольский                   | 208 | с 15 мая 1996 года        |
| Бандурка, Александр Маркович (род. 1937)          |         | Харьковская область       | Дергачёвский                    | 390 |                           |
| Бардин, Ярослав Богданович (род. 1958)            |         | Киевская область          | Вышгородский                    | 216 | с 7 июля 1994 года        |
| Бессмертный, Роман Петрович (род. 1965)           |         | Киевская область          | Макаровский                     | 220 |                           |
| Безуглый, Анатолий Григорьевич (род. 1936)        |         | Херсонская область        | Новокаховский                   | 398 |                           |
| Бережный, Алексей Тимофеевич (род. 1952)          |         | Харьковская область       | Змиёвский                       | 391 |                           |
| Бельский, Вячеслав Иванович (род. 1954)           |         | Запорожская область       | Васильевский                    | 189 |                           |
| Билас, Иван Григорьевич (род. 1953)               |         | Львовская область         | Мостисский                      | 278 |                           |
| Билоус, Вячеслав Александрович (род. 1953)        |         | Полтавская область        | Киевский                        | 317 |                           |
| Бобринёв, Александр Васильевич (род. 1951)        |         | г. Севастополь            | Балаклавский                    | 43  |                           |
| Боделан, Руслан Борисович (1942—2025)             |         | Одесская область          | Килийский                       | 312 | до 6 февраля 1997 года    |
| Боженко, Олег Витальевич (род. 1963)              |         | Николаевская область      | Ленинский                       | 285 |                           |
| Бойко, Богдан Фёдорович (род. 1954)               |         | Тернопольская область     | Гусятинский                     | 360 | до 6 февраля 1997 года    |
| Болдырев, Юрий Александрович (род. 1951)          |         | Донецкая область          | Кировско-Шахтёрский             | 112 |                           |
| Бондаренко, Виктор Степанович (1943—2007)         |         | Луганская область         | Антрацитовский сельский         | 252 |                           |
| Бондаренко, Владимир Дмитриевич (род. 1952)       |         | г. Киев                   | Ленинградский                   | 8   | с 7 апреля 1996 года      |
| Борзых, Александр Иванович (род. 1950)            |         | Луганская область         | Каменнобродский                 | 238 |                           |
| Боровик, Александр Григорьевич (1938—2018)        |         | Черниговская область      | Менский                         | 447 |                           |
| Бородич, Леонид Васильевич (1953—2000)            |         | Днепропетровская область  | Терновский                      | 91  |                           |
| Бортник, Владимир Фёдорович (род. 1949)           |         | Хмельницкая область       | Изяславский                     | 413 |                           |
| Брит, Виктор Петрович (род. 1935)                 |         | Запорожская область       | Приазовский                     | 194 |                           |
| Бряузов, Владимир Павлович (род. 1941)            |         | Винницкая область         | Хмельницкий                     | 52  |                           |
| Бублик, Юрий Тимофеевич (род. 1950)               |         | Сумская область           | Тростянецкий                    | 354 |                           |
| Буздуган, Юрий Алексеевич (род. 1962)             |         | Черновицкая область       | Новоселицкий                    | 438 |                           |
| Буряк, Сергей Васильевич (род. 1966)              |         | Киевская область          | Ирпенский                       | 211 | с 24 декабря 1995 года    |
| Бурячинский, Александр Николаевич (род. 1950)     |         | Ровненская область        | Сарненский                      | 342 |                           |
| Бутейко, Антон Денисович (род. 1947)              |         | Волынская область         | Васильевский                    | 70  | по 16 января 1997 года    |
| Буткевич, Владимир Григорьевич (род. 1946)        |         | Винницкая область         | Погребищенский                  | 59  |                           |
| Быченко, Николай Иванович (род. 1953)             |         | Харьковская область       | Лозовский                       | 382 |                           |
| Васильев, Геннадий Андреевич (род. 1953)          |         | Донецкая область          | Калининский                     | 109 | с 24 июля 1994 года       |
| Васюра, Иван Иванович (род. 1948)                 |         | Черкасская область        | Чигиринский                     | 428 |                           |
| Ващук, Екатерина Тимофеевна (род. 1947)           |         | Волынская область         | Гороховский                     | 69  |                           |
| Вернигора, Леонид Михайлович (род. 1939)          |         | Полтавская область        | Хорольский                      | 332 | с 31 июля 1994 года       |
| Верхогляд, Василий Карпович (род. 1930)           |         | Хмельницкая область       | Шепетовский                     | 409 |                           |
| Вишневецкий, Георгий Васильевич (1949—2011)       |         | Донецкая область          | Горловский-Центральный          | 120 |                           |
| Винский, Иосиф Викентьевич (род. 1956)            |         | Хмельницкая область       | Городокский                     | 411 |                           |
| Витович, Олег Васильевич (1967—2011)              |         | Львовская область         | Жидачовский                     | 275 |                           |
| Витренко, Наталья Михайловна (род. 1951)          |         | Сумская область           | Конотопский                     | 346 | с 18 декабря 1994 года    |
| Волковецкий, Степан Васильевич (род. 1947)        |         | Ивано-Франковская область | Долинский                       | 199 |                           |
| Гаманюк, Леонид Ефимович (род. 1941)              |         | Днепропетровская область  | Днепровский                     | 84  |                           |
| Гармаш, Леонид Иванович (1952—2010)               |         | Харьковская область       | Орджоникидзевский               | 375 |                           |
| Гарькавый, Виталий Иванович (род. 1947)           |         | Днепропетровская область  | Царичанский                     | 106 |                           |
| Германчук, Пётр Кузьмич (1952—2012)               |         | Волынская область         | Старовыжевский                  | 72  | с 4 февраля 1996 года     |
| Гетьман, Вадим Петрович (1935—1998)               |         | Черкасская область        | Тальновский                     | 426 | с 24 июля 1994 года       |
| Гладуш, Виктор Дмитриевич (1937—2010)             |         | Днепропетровская область  | Центрально-Городской            | 92  | с 24 июля 1994 года       |
| Глух, Иван Васильевич (род. 1950)                 |         | Николаевская область      | Домановский                     | 290 |                           |
| Глуховский, Лев Иосифович (род. 1942)             |         | Львовская область         | Золочевский                     | 277 |                           |
| Гмыря, Сергей Петрович (1954—2013)                |         | Луганская область         | Алчевский                       | 240 |                           |
| Говорун, Владимир Филиппович (1935—2005)          |         | Одесская область          | Ивановский                      | 311 |                           |
| Головатый, Сергей Петрович (род. 1954)            |         | г. Киев                   | Сирецкий                        | 19  | по 4 июля 1996 года       |
| Головко, Анатолий Фёдорович (род. 1938)           |         | Хмельницкая область       | Волочисский                     | 410 |                           |
| Головко, Владимир Ильич (род. 1947)               |         | Полтавская область        | Ленинский                       | 318 |                           |
| Голубченко, Анатолий Константинович (род. 1950)   |         | Запорожская область       | Бердянский                      | 188 |                           |
| Гончар, Василий Антонович (род. 1961)             |         | Одесская область          | Белгород-Днестровский           | 304 |                           |
| Горбаль, Николай Андреевич (род. 1940)            |         | Тернопольская область     | Борщёвский                      | 359 |                           |
| Горбатов, Валерий Миронович (род. 1955)           |         | Крым                      | Индустриальный                  | 37  |                           |
| Горбатюк, Николай Дмитриевич (род. 1948)          |         | Житомирская область       | Индустриальный                  | 158 |                           |
| Горбатюк, Мирослав Филиппович (род. 1940)         |         | г. Киев                   | Индустриальный                  | 16  |                           |
| Горынь, Богдан Николаевич (род. 1936)             |         | Тернопольская область     | Галицкий                        | 356 | с 20 ноября 1994 года     |
| Гороховский, Леон Теодорович (1943—2010)          |         | Тернопольская область     | Бережанский                     | 358 |                           |
| Гошовская, Валентина Андреевна (род. 1949)        |         | Харьковская область       | Балаклейский                    | 386 |                           |
| Грабарь, Николай Фёдорович (род. 1962)            |         | Закарпатская область      | Хустский                        | 176 | с 7 августа 1994 года     |
| Григорович, Лилия Степановна (род. 1957)          |         | Ивано-Франковская область | Снятынский                      | 204 |                           |
| Гринцов, Иван Григорьевич (1935—2019)             |         | Сумская область           | Ямпольский                      | 355 |                           |
| Гурвиц, Эдуард Иосифович (род. 1948)              |         | Одесская область          | Октябрьский                     | 294 |                           |
| Гуров, Вадим Николаевич (род. 1941)               |         | Луганская область         | Лисичанский                     | 245 |                           |
| Даниленко, Анатолий Степанович (род. 1953)        |         | Киевская область          | Мироновский                     | 221 |                           |
| Данча, Михаил Дмитриевич (род. 1954)              |         | Закарпатская область      | Ужгородский сельский            | 175 |                           |
| Демьян, Григорий Васильевич (1929—2013)           |         | Львовская область         | Турковский                      | 281 |                           |
| Динейкин, Григорий Иванович (1951—2007)           |         | Луганская область         | Северодонецкий                  | 250 |                           |
| Дидик, Пётр Андреевич (род. 1954)                 |         | Харьковская область       | Изюмский                        | 380 |                           |
| Дихтяренко, Григорий Ефимович (род. 1950)         |         | Черкасская область        | Золотоношский                   | 420 | с 31 июля 1994 года       |
| Дмитренко, Алексей Иванович (род. 1953)           |         | Луганская область         | Краснолуцкий                    | 244 |                           |
| Довганчин, Григорий Васильевич (род. 1948)        |         | Черновицкая область       | Кельменецкий                    | 436 |                           |
| Довгань, Сергей Васильевич (род. 1952)            |         | Херсонская область        | Великоалександровский           | 400 |                           |
| Долженко, Геннадий Петрович (род. 1940)           |         | Черниговская область      | Черниговский                    | 450 |                           |
| Дондик, Николай Иванович (род. 1948)              |         | Донецкая область          | Володарский                     | 149 |                           |
| Донченко, Юрий Григорьевич (род. 1953)            |         | Луганская область         | Старобельский                   | 259 |                           |
| Дорошевский, Михаил Владимирович (род. 1940)      |         | Крым                      | Феодосийский                    | 34  |                           |
| Драгомарецкий, Сергей Дмитриевич (1955—1996)      |         | Одесская область          | Ильичевский                     | 295 | погиб 16 мая 1996 года    |
| Дроботов, Анатолий Иванович (род. 1951)           |         | Крым                      | Сакский                         | 33  | с 24 декабря 1995 года    |
| Дронь, Анатолий Андреевич (род. 1945)             |         | Черниговская область      | Репкинский                      | 449 | с 31 июля 1994 года       |
| Дудченко, Николай Петрович (род. 1947)            |         | Хмельницкая область       | Славутский                      | 408 | с 7 августа 1994 года     |
| Дурдинец, Василий Васильевич (род. 1937)          |         | Кировоградская область    | Бобринецкий                     | 229 | до 3 сентября 1996 года   |
| Душейко, Пётр Григорьевич (род. 1951)             |         | Черкасская область        | Чернобаевский                   | 429 |                           |
| Дёмин, Олег Алексеевич (род. 1947)                |         | Черкасская область        | Коминтерновский                 | 371 |                           |
| Евдокимов, Валерий Александрович (род. 1941)      |         | Одесская область          | Таировский                      | 301 |                           |
| Евтухов, Василий Иванович (род. 1948)             |         | Черниговская область      | Новгород-Северский              | 448 | с 20 ноября 1994 года     |
| Егудин, Владимир Ильич (1944—2010)                |         | Крым                      | Красногвардейский               | 39  |                           |
| Ельяшкевич, Александр Сергеевич (род. 1965)       |         | Херсонская область        | Днепровский                     | 394 |                           |
| Емельянов, Владимир Михайлович (род. 1948)        |         | Николаевская область      | Заводской                       | 283 |                           |
| Емец, Александр Иванович (1959—2001)              |         | Львовская область         | Галицкий                        | 260 | с 24 июля 1994 года       |
| Ермак, Анатолий Васильевич (1955—2003)            |         | Запорожская область       | Пологовский                     | 193 |                           |
| Еськов, Валентин Андреевич (род. 1948)            |         | Луганская область         | Антрацитовский                  | 241 |                           |
| Жеребецкий, Евгений Петрович (род. 1955)          |         | Львовская область         | Червоноградский                 | 270 |                           |
| Жир, Александр Александрович (род. 1961)          |         | Днепропетровская область  | Марганецкий                     | 93  | с 7 августа 1994 года     |
| Жовтяк, Евгений Дмитриевич (род. 1961)            |         | Киевская область          | Киевско-Святошинский            | 219 |                           |
| Жулинский, Николай Григорьевич (род. 1940)        |         | Волынская область         | Луцкий                          | 64  |                           |
| Жумыкин, Альберт Петрович (1933—2014)             |         | Крым                      | Железнодорожный                 | 24  | с 20 ноября 1994 года     |
| Заборный, Михаил Васильевич (1941—1996)           |         | Киевская область          | Бориспольский                   | 208 | до 25 января 1996 года    |
| Завалевская, Валентина Александровна (род. 1956)  |         | Кировоградская область    | Новоархангельский               | 232 | с 7 августа 1994 года     |
| Заварзин, Николай Владимирович (1944—1997)        |         | Донецкая область          | Красноармейский городской       | 129 | до 24 марта 1997 года     |
| Загородний, Григорий Дмитриевич (род. 1939)       |         | Киевская область          | Переяслав-Хмельницкий           | 212 |                           |
| Заец, Иван Александрович (род. 1952)              |         | г. Киев                   | Святошинский                    | 18  |                           |
| Запорожец, Юрий Михайлович (род. 1948)            |         | Николаевская область      | Николаевский городской          | 286 |                           |
| Зарудный, Андрей Антонович (род. 1933)            |         | Тернопольская область     | Зборовский                      | 362 |                           |
| Засуха, Анатолий Андреевич (род. 1958)            |         | Киевская область          | Васильковский                   | 210 | до 10 июля 1997 года      |
| Зачосов, Вадим Александрович (род. 1941)          |         | г. Севастополь            | Нахимовский                     | 46  | с 7 апреля 1996 года      |
| Звонарж, Андрей Юрьевич (род. 1976)               |         | Одесская область          | Великомихайловский              | 310 | с 18 февраля 1997 года    |
| Звягильский, Ефим Леонидович (1933—2021)          |         | Донецкая область          | Киевский                        | 110 |                           |
| Золотарёв, Анатолий Иванович (1934—2006)          |         | Сумская область           | Лебединский                     | 352 | до 3 сентября 1996 года   |
| Иванов, Валерий Геннадиевич (род. 1947)           |         | Донецкая область          | Волновахский                    | 148 | с 16 марта 1997 года      |
| Иванов, Василий Алексеевич (род. 1937)            |         | Харьковская область       | Харьковский                     | 398 |                           |
| Игнатенко, Александр Степанович (род. 1945)       |         | Тернопольская область     | Кременецкий                     | 363 | с 7 августа 1994 года     |
| Ильюшин, Владимир Алексеевич (род. 1940)          |         | Луганская область         | Жовтневый                       | 237 |                           |
| Ильясевич, Ярослав Михайлович (1940—2016)         |         | Львовская область         | Яворовский                      | 282 |                           |
| Иоффе, Юлий Яковлевич (род. 1940)                 |         | Луганская область         | Рубежанский                     | 248 | с 24 июля 1994 года       |
| Ищенко, Олег Иванович (род. 1956)                 |         | Черновицкая область       | Першотравневый                  | 432 | с 10 декабря 1995 года    |
| Кавун, Василий Михайлович (1928—2009)             |         | Винницкая область         | Бершадский                      | 54  | с 7 августа 1994 года     |
| Кальник, Виктор Мартынович (род. 1949)            |         | Житомирская область       | Овручский                       | 164 |                           |
| Каминский, Леонид Алексеевич (род. 1946)          |         | Донецкая область          | Снежнянский                     | 131 |                           |
| Капустян, Владимир Нилович (род. 1944)            |         | Полтавская область        | Карловский                      | 327 |                           |
| Карасик, Владлен Михайлович (1936—2004)           |         | Харьковская область       | Богодуховский                   | 387 |                           |
| Карасик, Юрий Михайлович (род. 1939)              |         | Черкасская область        | Черкасский                      | 427 | до 13 января 1998 года    |
| Кармазин, Юрий Анатольевич (1957—2022)            |         | Одесская область          | Приморский                      | 299 |                           |
| Карнаух, Николай Васильевич (род. 1958)           |         | Полтавская область        | Лубенский                       | 323 | с 31 июля 1994 года       |
| Карпачёва, Нина Ивановна (род. 1957)              |         | Крым                      | Алуштинский                     | 28  | до 14 апреля 1998 года    |
| Карпов, Александр Николаевич (род. 1949)          |         | Харьковская область       | Ленинский                       | 373 |                           |
| Кашляков, Николай Дмитриевич (1953—1996)          |         | Харьковская область       | Жовтневый                       | 368 |                           |
| Квятковский, Игорь Васильевич (род. 1953)         |         | Винницкая область         | Старогородской                  | 49  |                           |
| Кендзёр, Ярослав Михайлович (род. 1941)           |         | Львовская область         | Сокалский                       | 280 |                           |
| Кириленко, Иван Григорьевич (род. 1956)           |         | Днепропетровская область  | Павлоградский городской         | 96  | с 10 декабря 1995 года    |
| Кириченко, Николай Алексеевич (род. 1959)         |         | Полтавская область        | Лохвицкий                       | 329 |                           |
| Кириченко, Сергей Александрович (род. 1961)       |         | Херсонская область        | Комсомольский                   | 395 |                           |
| Кияк, Тарас Романович (1944—2018)                 |         | Черновицкая область       | Ленинский                       | 431 |                           |
| Киримов, Иван Захарович (род. 1943)               |         | Киевская область          | Иванковский                     | 218 |                           |
| Кияшко, Сергей Николаевич (род. 1954)             |         | Донецкая область          | Ворошиловский                   | 108 |                           |
| Климпуш, Орест Дмитриевич (род. 1941)             |         | Закарпатская область      | Раховский                       | 172 |                           |
| Коваленко, Анатолий Андреевич (род. 1955)         |         | г. Киев                   | Печерский                       | 11  |                           |
| Ковалко, Михаил Петрович (1944—2012)              |         | Полтавская область        | Гадячский                       | 325 |                           |
| Ковтунец, Владимир Витальевич (род. 1956)         |         | Ровненская область        | Вересневой                      | 333 |                           |
| Ковшик, Пётр Андреевич (род. 1942)                |         | Полтавская область        | Глобинский                      | 326 |                           |
| Коген, Юрий Борисович (1937—2022)                 |         | Крым                      | Бахчисарайский                  | 36  |                           |
| Кожевников, Борис Михайлович (1947—2011)          |         | Донецкая область          | Куйбышевский                    | 113 |                           |
| Кожин, Борис Борисович (род. 1944)                |         | Ивано-Франковская область | Рожнятовский                    | 203 |                           |
| Кожушко, Александр Михайлович (1928—2011)         |         | Донецкая область          | Ясиноватский                    | 145 |                           |
| Колиушко, Игорь Борисович (род. 1965)             |         | Львовская область         | Бусский                         | 272 |                           |
| Коломойцев, Валерий Эдуардович (1964—2009)        |         | Луганская область         | Ленинский                       | 239 |                           |
| Кондратюк, Анатолий Алексеевич (род. 1940)        |         | Винницкая область         | Винницкий                       | 55  | с 7 августа 1994 года     |
| Корнелюк, Василий Миронович (1956—1995)           |         | Волынская область         | Старовыжевский                  | 72  | погиб 7 октября 1995 года |
| Коропенко, Антон Антонович (род. 1944)            |         | Днепропетровская область  | Заводской                       | 85  |                           |
| Коршинский, Иван Юрьевич (1928—2023)              |         | Закарпатская область      | Тячевский                       | 174 |                           |
| Косив, Михаил Васильевич (род. 1934)              |         | Львовская область         | Пустомытовский                  | 279 |                           |
| Косолапов, Анатолий Григорьевич (род. 1958)       |         | Харьковская область       | Вовчанский                      | 389 |                           |
| Костенко, Юрий Иванович (род. 1951)               |         | г. Киев                   | Червоноармейский                | 23  | до 5 декабря 1996 года    |
| Костицкий, Василий Васильевич (род. 1956)         |         | Ивано-Франковская область | Железнодорожный                 | 195 |                           |
| Костицкий, Михаил Васильевич (род. 1947)          |         | Ивано-Франковская область | Надворнянский                   | 201 | до 18 октября 1996 года   |
| Коструба, Иван Фёдорович (1937—1998)              |         | Житомирская область       | Чудновский                      | 166 | с 24 июля 1994 года       |
| Костюченко, Леонид Михайлович (род. 1955)         |         | Днепропетровская область  | Индустриальный                  | 77  |                           |
| Кочерга, Виктор Герасимович (1939—2013)           |         | Донецкая область          | Добропольский                   | 122 |                           |
| Кочерга, Виктор Филиппович (1944—2011)            |         | Днепропетровская область  | Долгинцевский                   | 88  |                           |
| Кочерга, Владимир Семёнович (род. 1938)           |         | Луганская область         | Ровеньковский                   | 247 |                           |
| Кравчук, Владимир Иванович (род. 1951)            |         | Киевская область          | Белоцерковский                  | 215 |                           |
| Кравчук, Леонид Макарович (1934—2022)             |         | Тернопольская область     | Теребовлянский                  | 364 | с 25 сентября 1994 года   |
| Крандакова, Елена Васильевна (род. 1951)          |         | Крым                      | Кировский                       | 38  |                           |
| Красняков, Евгений Васильевич (род. 1947)         |         | Донецкая область          | Горловский-Калининский          | 118 |                           |
| Кризский, Юрий Алексеевич (род. 1951)             |         | Луганская область         | Первомайский                    | 236 |                           |
| Крук, Юрий Борисович (род. 1941)                  |         | Одесская область          | Измаильский                     | 305 | с 24 июля 1994 года       |
| Круцик, Роман Николаевич (1945—2023)              |         | Ивано-Франковская область | Рогатинский                     | 202 |                           |
| Кудревич, Александр Андреевич (род. 1952)         |         | Харьковская область       | Красноградский                  | 392 |                           |
| Кужель, Александра Владимировна (род. 1953)       |         | Запорожская область       | Ленинский                       | 181 |                           |
| Кузьев, Василий Антонович (род. 1931)             |         | Николаевская область      | Центральный                     | 287 | с 7 апреля 1996 года      |
| Кузнецов, Павел Сергеевич (род. 1950)             |         | Донецкая область          | Краматорский                    | 127 |                           |
| Кузьменко, Сергей Леонидович (род. 1948)          |         | Запорожская область       | Коммунарский                    | 179 |                           |
| Кулаков, Анатолий Андреевич (род. 1950)           |         | Полтавская область        | Кобелякский                     | 328 |                           |
| Кулинич, Владимир Викторович (род. 1952)          |         | Киевская область          | Обуховский                      | 222 |                           |
| Купер, Роман Петрович (1959—1994)                 |         | Тернопольская область     | Теребовлянский                  | 364 | умер 30 мая 1994 года     |
| Кучма, Леонид Данилович (род. 1938)               |         | Черниговская область      | Новгород-Северский              | 448 | до 15 июля 1994 года      |
| Лавриненко, Николай Фёдорович (род. 1948)         |         | Сумская область           | Глуховский                      | 345 |                           |
| Лавринович, Александр Владимирович (род. 1956)    |         | Львовская область         | Дрогобычский                    | 274 |                           |
| Лазаренко, Павел Иванович (род. 1953)             |         | Днепропетровская область  | Солонянский                     | 105 | с 24 июля 1994 года       |
| Ландык, Валентин Иванович (род. 1946)             |         | Донецкая область          | Ленинский                       | 114 |                           |
| Лановой, Владимир Тимофеевич (род. 1952)          |         | г. Киев                   | Русановский                     | 17  |                           |
| Лантух, Василий Иванович (род. 1954)              |         | Винницкая область         | Гайсинский                      | 56  |                           |
| Левченко, Анатолий Иванович (род. 1950)           |         | Луганская область         | Краснодонский                   | 243 |                           |
| Литвин, Вадим Валентинович (род. 1963)            |         | Днепропетровская область  | Красногвардейский               | 79  | с 20 ноября 1994 года     |
| Линчак, Михаил Степанович (род. 1953)             |         | Киевская область          | Володарский                     | 217 |                           |
| Лобенко, Анатолий Александрович (род. 1937)       |         | Одесская область          | Черноморский                    | 303 | с 7 августа 1994 года     |
| Лукьяненко, Левко Григорьевич (1928—2018)         |         | Волынская область         | Нововолынский                   | 68  | с 20 ноября 1994 года     |
| Лунёв, Григорий Алексеевич (род. 1939)            |         | Запорожская область       | Каменско-Днепровский            | 191 |                           |
| Лупаков, Евгений Александрович (род. 1947)        |         | Черновицкая область       | Вижницкий                       | 433 | с 4 декабря 1994 года     |
| Лященко, Константин Дмитриевич (род. 1950)        |         | Днепропетровская область  | Никопольский городской          | 94  |                           |
| Магда, Иван Иванович (род. 1934)                  |         | Днепропетровская область  | Апостоловский                   | 98  | c 24 июля 1994 года       |
| Майборода, Сергей Федотович (род. 1959)           |         | Николаевская область      | Корабельный                     | 284 | с 24 декабря 1995 года    |
| Малевский, Александр Тихонович (род. 1944)        |         | Херсонская область        | Цюрупинский                     | 404 |                           |
| Манчуленко, Георгий Манолиевич (род. 1963)        |         | Черновицкая область       | Заставновский                   | 435 |                           |
| Марковская, Нина Степановна (род. 1947)           |         | Винницкая область         | Замостянский                    | 47  | с 7 августа 1994 года     |
| Мармазов, Евгений Васильевич (род. 1938)          |         | Кировоградская область    | Александрийский                 | 234 |                           |
| Марченко, Владимир Романович (род. 1953)          |         | Сумская область           | Роменский                       | 348 |                           |
| Марчук, Евгений Кириллович (1941—2021)            |         | Полтавская область        | Миргородский                    | 324 | с 10 декабря 1995 года    |
| Масенко, Александр Николаевич (род. 1949)         |         | Полтавская область        | Оржицкий                        | 330 |                           |
| Масол, Виталий Андреевич (1928—2018)              |         | Черниговская область      | Козелецкий                      | 446 |                           |
| Матковский, Олег Богданович (род. 1957)           |         | Ровненская область        | Здолбуновский                   | 339 |                           |
| Медведчук, Виктор Владимирович (род. 1954)        |         | Закарпатская область      | Иршавский                       | 171 | с 25 апреля 1997 года     |
| Мельник, Владимир Сергеевич (род. 1957)           |         | Днепропетровская область  | Индустриальный                  | 89  |                           |
| Мельник, Пётр Яковлевич (1946—1999)               |         | Одесская область          | Котовский                       | 306 |                           |
| Мельник, Сергей Иванович (род. 1958)              |         | Житомирская область       | Житомирский городской           | 161 | с 24 июля 1994 года       |
| Меркушов, Виктор Тимофеевич (род. 1949)           |         | Днепропетровская область  | Кировский                       | 78  |                           |
| Миримский, Лев Юльевич (1960—2017)                |         | Крым                      | Киевский                        | 25  | с 20 ноября 1994 года     |
| Михайленко, Сергей Михайлович (род. 1965)         |         | Днепропетровская область  | Жовтневый                       | 76  |                           |
| Мирошниченко, Людвиг Николаевич (род. 1937)       |         | Донецкая область          | Мариупольский-Ильичевский       | 136 |                           |
| Мирошниченко, Юрий Алексеевич (род. 1957)         |         | Крым                      | Ростовский                      | 26  | с 7 августа 1994 года     |
| Мишура, Валерий Дмитриевич (род. 1941)            |         | Кировоградская область    | Центральный                     | 225 |                           |
| Мовчан, Павел Михайлович (род. 1939)              |         | Ивано-Франковская область | Коломыйский                     | 198 |                           |
| Мозер, Георгий Эдуардович (1940—2024)             |         | Житомирская область       | Богунский                       | 154 |                           |
| Моисеенко, Владимир Николаевич (род. 1956)        |         | Донецкая область          | Макеевский-Горняцкий            | 131 |                           |
| Мороз, Александр Александрович (род. 1944)        |         | Киевская область          | Таращанский                     | 223 |                           |
| Мосийчук, Сергей Александрович (род. 1954)        |         | Житомирская область       | Барановский                     | 160 |                           |
| Москаленко, Анатолий Иванович (род. 1942)         |         | Днепропетровская область  | Пятихатский                     | 104 | с 31 июля 1994 года       |
| Мостисский, Андрей Богданович (род. 1962)         |         | Волынская область         | Ковельский                      | 67  |                           |
| Моцпан, Анатолий Фёдорович (род. 1945)            |         | Донецкая область          | Амвросиевский                   | 146 |                           |
| Мулява, Владимир Савельевич (1937—2019)           |         | Ивано-Франковская область | Калушский                       | 197 |                           |
| Мусияка, Виктор Лаврентьевич (1946—2019)          |         | Харьковская область       | Фрунзенский                     | 378 |                           |
| Мухин, Владимир Васильевич (род. 1949)            |         | Харьковская область       | Киевский                        | 370 |                           |
| Мясковский, Михаил Михайлович (1944—1996)         |         | Одесская область          | Великомихайловский              | 310 | умер 16 мая 1996 года     |
| Найда, Георгий Иванович (1940—2014)               |         | Херсонская область        | Суворовский                     | 396 |                           |
| Недвига, Григорий Николаевич (1947—2012)          |         | Винницкая область         | Казатинский                     | 57  |                           |
| Недригайло, Валентин Михайлович (1936—2005)       |         | Донецкая область          | Новоазовский                    | 152 | с 24 июля 1994 года       |
| Немировский, Владимир Лукич (род. 1943)           |         | Одесская область          | Болградский                     | 309 |                           |
| Нидзиев, Александр Иванович (род. 1957)           |         | Киевская область          | Барышевский                     | 214 |                           |
| Николаенко, Станислав Николаевич (род. 1956)      |         | Херсонская область        | Ивановский                      | 402 |                           |
| Новиков, Александр Васильевич (род. 1961)         |         | Киевская область          | Броварский                      | 209 |                           |
| Носов, Владислав Васильевич (род. 1946)           |         | Полтавская область        | Октябрьский                     | 319 |                           |
| Овчаренко, Пётр Павлович (род. 1948)              |         | Днепропетровская область  | Амур-Нижнеднепровский           | 91  | с 24 июля 1994 года       |
| Олексеенко, Владимир Кирилович (род. 1938)        |         | Донецкая область          | Марьинский                      | 151 |                           |
| Олейник, Борис Ильич (1935—2017)                  |         | Запорожская область       | Запорожский                     | 190 |                           |
| Ольховский, Борис Иванович (1936—2010)            |         | Харьковская область       | Валковский                      | 388 |                           |
| Омелич, Виктор Семёнович (род. 1941)              |         | Днепропетровская область  | Верхнеднепровский               | 100 |                           |
| Омельченко, Григорий Емельянович (род. 1951)      |         | Полтавская область        | Кременчугский-Крюковский        | 322 |                           |
| Омельчук, Роман Юстинович (род. 1943)             |         | Ровненская область        | Замковый                        | 334 |                           |
| Оробец, Юрий Николаевич (1955—2006)               |         | г. Киев                   | Промысловый                     | 15  |                           |
| Осадчук, Пётр Илькович (1937—2014)                |         | Ивано-Франковская область | Тлумачский                      | 206 |                           |
| Осташ, Игорь Иванович (род. 1959)                 |         | Львовская область         | Стрыйский                       | 269 |                           |
| Охрименко, Константин Александрович (1949—2014)   |         | Донецкая область          | Дружковский                     | 123 |                           |
| Павленко, Эдуард Иванович (род. 1947)             |         | Крым                      | Центральный                     | 27  | с 7 августа 1994 года     |
| Павловский, Михаил Антонович (1942—2004)          |         | Хмельницкая область       | Центральный                     | 406 |                           |
| Паламарчук, Валерий Александрович (род. 1962)     |         | Николаевская область      | Николаевский сельский           | 188 |                           |
| Панасовский, Олег Григорьевич (род. 1940)         |         | Донецкая область          | Артёмовский                     | 147 |                           |
| Парасунько, Михаил Васильевич (1943—2014)         |         | Винницкая область         | Могилёв-Подольский              | 51  |                           |
| Парубок, Емельян Никонович (1940—2017)            |         | Черкасская область        | Монастырищенский                | 424 |                           |
| Пасечная, Людмила Яковлевна (род. 1948)           |         | Донецкая область          | Константиновский                | 126 |                           |
| Пасько, Сергей Алексеевич (род. 1954)             |         | Черкасская область        | Звенигородский                  | 425 |                           |
| Пейгалайнен, Анатолий Владимирович (род. 1945)    |         | Донецкая область          | Харцызский                      | 143 |                           |
| Петренко, Анатолий Андреевич (род. 1945)          |         | Донецкая область          | Славянский                      | 153 |                           |
| Петренко, Дмитрий Дмитриевич (род. 1950)          |         | Луганская область         | Перевальский                    | 255 |                           |
| Петренко, Николай Иванович (1958—2016)            |         | Кировоградская область    | Гайворонский                    | 230 | с 7 августа 1994 года     |
| Петрук, Виктор Иванович (род. 1954)               |         | Ровненская область        | Владимирецкий                   | 336 | с 7 августа 1994 года     |
| Пехота, Владимир Юльевич (род. 1939)              |         | Харьковская область       | Московский                      | 374 | с 20 ноября 1994 года     |
| Пилипенко, Николай Васильевич (род. 1945)         |         | Крым                      | Джанкойский                     | 28  |                           |
| Пилипчук, Владимир Мефодиевич (1948—2025)         |         | Ивано-Франковская область | Центральный                     | 196 |                           |
| Пинзеник, Виктор Михайлович (род. 1954)           |         | Львовская область         | Северный                        | 264 |                           |
| Писаренко, Анатолий Аркадьевич (род. 1944)        |         | Донецкая область          | Кировский                       | 111 |                           |
| Пивторак, Владимир Викторович (род. 1960)         |         | Черкасская область        | Сосновский                      | 419 | с 20 апреля 1996 года     |
| Пискуновский, Константин Владимирович (род. 1950) |         | Винницкая область         | Ямпольский                      | 63  |                           |
| Платовский, Евгений Владимирович (род. 1956)      |         | Николаевская область      | Вознесенский                    | 288 |                           |
| Плоткин, Вадим Григорьевич (род. 1943)            |         | Одесская область          | Морской                         | 307 | до 25 марта 1996 года     |
| Плющ, Иван Степанович (1941—2014)                 |         | Черниговская область      | Борзнянский                     | 445 |                           |
| Поживанов, Михаил Александрович (род. 1950)       |         | Донецкая область          | Мариупольский-Жовтневый         | 135 |                           |
| Понедилко, Виктор Иванович (род. 1960)            |         | Запорожская область       | Орджоникидзевский               | 182 |                           |
| Пономаренко, Борис Иосифович (род. 1944)          |         | Черкасская область        | Смелянский                      | 422 | с 31 июля 1994 года       |
| Попеску, Иван Васильевич (род. 1964)              |         | Черновицкая область       | Глыбокский                      | 434 |                           |
| Попов, Дмитрий Антонович (род. 1943)              |         | Одесская область          | Беляевский                      | 308 |                           |
| Поровский, Николай Иванович (род. 1956)           |         | Ровненская область        | Ровненский                      | 341 |                           |
| Пронюк, Евгений Васильевич (1936—2023)            |         | Ивано-Франковская область | Тысменицкий                     | 205 |                           |
| Процевьят, Тарас Иванович (1962—2024)             |         | Львовская область         | Самборский                      | 268 |                           |
| Пудрик, Валерий Юрьевич (род. 1953)               |         | Донецкая область          | Макеевский-Червоногвардейский   | 134 |                           |
| Пустовойтовский, Владимир Семёнович (род. 1934)   |         | Харьковская область       | Первомайский                    | 384 |                           |
| Пшеничная, Ольга Николаевна (род. 1948)           |         | Крым                      | Ленинский                       | 40  |                           |
| Радченко, Галина Фёдоровна (род. 1954)            |         | Черниговская область      | Прилукский                      | 442 |                           |
| Радько, Василий Иванович (род. 1959)              |         | Сумская область           | Кролевецкий                     | 351 |                           |
| Райковский, Бронислав Станиславович (род. 1957)   |         | Харьковская область       | Чугуевский                      | 385 |                           |
| Ратушный, Михаил Ярославович (род. 1962)          |         | Тернопольская область     | Збаражский                      | 361 |                           |
| Раханский, Анатолий Варфоломеевич (1939—2018)     |         | Крым                      | Бердянский                      | 30  | с 20 ноября 1994 года     |
| Рычагов, Григорий Васильевич (род. 1946)          |         | Одесская область          | Татарбунарский                  | 316 |                           |
| Роенко, Виктор Григорьевич (род. 1949)            |         | Черкасская область        | Уманский                        | 423 |                           |
| Рудик, Иван Леонтьевич (род. 1949)                |         | Хмельницкая область       | Заводской                       | 405 | с 7 апреля 1996 года      |
| Рудченко, Николай Николаевич (род. 1951)          |         | Житомирская область       | Малинский                       | 163 |                           |
| Рябец, Михаил Михайлович (род. 1959)              |         | Закарпатская область      | Свалявский                      | 173 | по 12 февраля 1998 года   |
| Рябченко, Александр Владимирович (род. 1953)      |         | Днепропетровская область  | Вузовский                       | 75  |                           |
| Савченко, Виктор Григорьевич (род. 1952)          |         | Днепропетровская область  | Ленинский                       | 80  | с 7 августа 1994 года     |
| Садько, Владимир Григорьевич (род. 1948)          |         | Днепропетровская область  | Новомосковский сельский         | 102 |                           |
| Самойлик, Екатерина Семёновна (род. 1951)         |         | Херсонская область        | Чаплинский                      | 403 |                           |
| Самофалов, Геннадий Григорьевич (род. 1945)       |         | Донецкая область          | Дзержинский                     | 121 |                           |
| Сас, Сергей Владимирович (род. 1957)              |         | Кировоградская область    | Маловисковский                  | 231 |                           |
| Сахань, Иван Яковлевич (род. 1948)                |         | Хмельницкая область       | Ярмолинецкий                    | 417 | с 31 июля 1994 года       |
| Свято, Василий Петрович (род. 1948)               |         | Хмельницкая область       | Чемеровецкий                    | 416 |                           |
| Севрюков, Владимир Васильевич (род. 1959)         |         | Одесская область          | Малиновский                     | 297 | с 7 августа 1994 года     |
| Селифонтьев, Сергей Иванович (род. 1956)          |         | Днепропетровская область  | Горнякский                      | 86  | с 7 августа 1994 года     |
| Семенчук, Виктор Михайлович (1950—2015)           |         | Хмельницкая область       | Староконстантиновский           | 415 | с 24 июля 1994 года       |
| Семенюк, Валентина Петровна (1957—2014)           |         | Житомирская область       | Андрушёвский                    | 159 |                           |
| Семиноженко, Владимир Петрович (род. 1950)        |         | Харьковская область       | Вузовский                       | 366 | с 24 июля 1994 года       |
| Сергиенко, Валерий Игорьевич (род. 1949)          |         | Одесская область          | Ильичевский                     | 295 | с 7 ноября 1996 года      |
| Сидоренко, Григорий Васильевич (род. 1951)        |         | Житомирская область       | Коростышевский                  | 162 |                           |
| Сизенко, Юрий Павлович (род. 1950)                |         | Запорожская область       | Жовтневый                       | 177 |                           |
| Симоненко, Валентин Константинович (род. 1940)    |         | Одесская область          | Северный                        | 298 |                           |
| Симоненко, Иван Петрович (род. 1957)              |         | Черниговская область      | Новозаводской                   | 440 |                           |
| Симоненко, Пётр Николаевич (род. 1952)            |         | Донецкая область          | Красноармейский                 | 150 |                           |
| Сирота, Михаил Дмитриевич (1956—2008)             |         | Черкасская область        | Приднепровский                  | 418 |                           |
| Сикалов, Валерий Иванович (1959—2013)             |         | Донецкая область          | Горловский-Никитовский          | 119 |                           |
| Синченко, Сергей Григорьевич (род. 1946)          |         | Луганская область         | Брянковский                     | 242 |                           |
| Скипальский, Александр Александрович (род. 1945)  |         | Волынская область         | Владимир-Волынский              | 66  |                           |
| Славов, Николай Антонович (1926—2006)             |         | г. Киев                   | Подольский                      | 13  | с 10 декабря 1995 года    |
| Сластён, Юрий Фёдорович (род. 1953)               |         | Херсонская область        | Голопристанский                 | 401 |                           |
| Слободянюк, Сергей Николаевич (род. 1965)         |         | Закарпатская область      | Ужгородский городской           | 167 | с 24 декабря 1995 года    |
| Смирнов, Евгений Леонидович (1947—2003)           |         | Виннцкая область          | Тульчинский                     | 61  |                           |
| Снигач, Андрей Прокопович (1948—2009)             |         | Херсонская область        | Великолепетихский               | 399 |                           |
| Соболев, Сергей Владиславович (род. 1961)         |         | Запорожская область       | Хортицкий                       | 283 |                           |
| Сокерчак, Вячеслав Михайлович (род. 1947)         |         | Одесская область          | Савранский                      | 314 |                           |
| Спиженко, Юрий Прокопович (1950—2010)             |         | Житомирская область       | Олевский                        | 165 |                           |
| Старовойтова, Галина Максимовна (род. 1940)       |         | Крым                      | Красноперекопский               | 32  |                           |
| Степанов, Михаил Владимирович (род. 1952)         |         | Луганская область         | Славяносербский                 | 257 |                           |
| Степанов, Александр Петрович (род. 1949)          |         | Черниговская область      | Деснянский                      | 439 |                           |
| Степанов, Пётр Степанович (род. 1937)             |         | Луганская область         | Ватутиннский                    | 236 |                           |
| Степанюк, Дмитро Петрович (род. 1945)             |         | Днепропетровская область  | Дзержинский                     | 87  |                           |
| Степенко, Василий Иванович (род. 1948)            |         | Полтавская область        | Полтавский                      | 331 |                           |
| Стецькив, Тарас Степанович (род. 1964)            |         | Львовская область         | Городокский                     | 273 |                           |
| Стецько, Ярослава Иосифовна (1920—2003)           |         | Ивано-Франковская область | Надворнянский                   | 201 | со 2 марта 1997 года      |
| Стешенко, Александр Николаевич (род. 1952)        |         | Луганская область         | Сватовский                      | 256 |                           |
| Сторижко, Владимир Ефимович (род. 1935)           |         | Сумская область           | Шосткинский                     | 349 |                           |
| Стоян, Александр Николаевич (род. 1943)           |         | Винницкая область         | Шаргородский                    | 62  |                           |
| Стретович, Владимир Николаевич (род. 1958)        |         | Винницкая область         | Немировский                     | 58  |                           |
| Судницын, Фёдор Семёнович (род. 1955)             |         | Запорожская область       | Шевченковский                   | 184 |                           |
| Сургай, Николай Сафонович (1933—2009)             |         | Донецкая область          | Торезский                       | 142 |                           |
| Суслов, Виктор Иванович (род. 1955)               |         | Харьковская область       | Люботинский                     | 383 |                           |
| Танюк, Лесь Степанович (1938—2016)                |         | Львовская область         | Дрогобычский городской          | 267 |                           |
| Таран-Терен, Виктор Васильевич (род. 1941)        |         | Полтавская область        | Кременчугский-Автозаводской     | 321 |                           |
| Таран, Николай Васильевич (род. 1953)             |         | Запорожская область       | Леваневский                     | 180 |                           |
| Таранов, Олег Вадимович (род. 1955)               |         | Харьковская область       | Комсомольский                   | 372 |                           |
| Татаринов, Анатолий Арефиевич (род. 1947)         |         | Донецкая область          | Макеевский-Советский            | 132 |                           |
| Терец, Валерий Николаевич (род. 1953)             |         | Запорожская область       | Токмакский                      | 187 | с 31 июля 1994 года       |
| Терещук, Василий Васильевич (род. 1957)           |         | Донецкая область          | Мариупольский-Приморский        | 138 |                           |
| Терёхин, Сергей Анатольевич (род. 1963)           |         | Полтавская область        | Комсомольский                   | 320 | с 7 августа 1994 года     |
| Тима, Юрий Казимирович (род. 1966)                |         | Тернопольская область     | Чортковский                     | 365 |                           |
| Тимошенко, Юлия Владимировна (род. 1960)          |         | Кировоградская область    | Бобринецкий                     | 229 | с 16 января 1997 года     |
| Тихонов, Юрий Тимофеевич (род. 1948)              |         | Днепропетровская область  | Никопольский сельский           | 101 |                           |
| Титенко, Валерий Григорьевич (1947—?)             |         | Одесская область          | Коминтерновский                 | 313 |                           |
| Ткаченко, Владимир Анатольевич (род. 1962)        |         | Сумская область           | Ахтырский                       | 347 |                           |
| Ткаченко, Александр Николаевич (1939—2024)        |         | Черкасская область        | Шполянский                      | 430 |                           |
| Ткаченко, Степан Кузьмич (род. 1940)              |         | Запорожская область       | Мелитопольский                  | 192 |                           |
| Товт, Михаил Михайлович (род. 1954)               |         | Закарпатская область      | Береговский                     | 169 | до 5 февраля 1998 года    |
| Тодоров, Евгений Семёнович (род. 1936)            |         | Запорожская область       | Бердянский городской            | 185 |                           |
| Тютин, Вячеслав Александрович (1940—2003)         |         | Днепропетровская область  | Бабушкинский                    | 74  | c 24 июля 1994 года       |
| Угаров, Геннадий Юрьевич (род. 1959)              |         | Запорожская область       | Мелитопольский городской        | 186 |                           |
| Уланов, Валентин Николаевич (род. 1937)           |         | Луганская область         | Станично-Луганский              | 258 |                           |
| Улинец, Василий Георгиевич (род. 1946)            |         | Закарпатская область      | Мукачевский                     | 168 |                           |
| Устич, Сергей Иванович (род. 1955)                |         | Закарпатская область      | Иршавский                       | 171 | до 3 сентября 1996 года   |
| Федорин, Ярослав Владимирович (род. 1955)         |         | г. Киев                   | Голосеевский                    | 4   | с 24 декабря 1995 года    |
| Филипчук, Георгий Георгиевич (род. 1950)          |         | Черновицская область      | Кицманский                      | 437 | до 3 апреля 1997 года     |
| Франчук, Анатолий Романович (1935—2021)           |         | Крым                      | Керченский                      | 31  | с 10 декабря 1995 года    |
| Франчук, Игорь Анатольевич (род. 1968)            |         | Крым                      | Ялтинский                       | 35  | с 10 декабря 1995 года    |
| Харламов, Виктор Георгиевич (род. 1953)           |         | Днепропетровская область  | Петропавловский                 | 103 |                           |
| Хмара, Степан Ильич (1937—2024)                   |         | Львовская область         | Зализнычный                     | 261 |                           |
| Хмелевой, Анатолий Петрович (род. 1952)           |         | Донецкая область          | Славянский городской            | 140 |                           |
| Хомич, Николай Васильевич (род. 1959)             |         | Ровненская область        | Дубровицкий                     | 338 |                           |
| Худомака, Виктор Петрович (род. 1953)             |         | Днепропетровская область  | Новомосковский городской        | 95  | с 31 июля 1994 года       |
| Хунов, Анатолий Исмаилович (род. 1940)            |         | Донецкая область          | Краснолиманский                 | 130 |                           |
| Целых, Юрий Георгиевич (род. 1938)                |         | Кировоградская область    | Новоукраинский                  | 233 |                           |
| Цыбенко, Пётр Степанович (род. 1949)              |         | Луганская область         | Свердловский                    | 249 |                           |
| Цушко, Василий Петрович (род. 1963)               |         | Одесская область          | Тарутинский                     | 315 |                           |
| Чапюк, Ростислав Степанович (род. 1937)           |         | Волынская область         | Киверцовский                    | 71  | с 7 августа 1994 года     |
| Чеботарёв, Валентин Павлович (род. 1953)          |         | Кировоградская область    | Александрийский городской       | 227 | с 7 августа 1994 года     |
| Чейпеш, Сергей Иванович (род. 1961)               |         | Закарпатская область      | Виноградовский                  | 170 |                           |
| Чемерис, Владимир Владимирович (род. 1962)        |         | Львовская область         | Франковский                     | 265 |                           |
| Червоний, Василий Михайлович (1958—2009)          |         | Ровненская область        | Дубенский                       | 335 |                           |
| Черенков, Александр Павлович (род. 1954)          |         | Луганская область         | Беловодский                     | 253 |                           |
| Череп, Валерий Иванович (род. 1940)               |         | Сумская область           | Белопольский                    | 350 |                           |
| Черепков, Владимир Фёдорович (род. 1948)          |         | Донецкая область          | Артёмовский городской           | 117 |                           |
| Черновецкий, Леонид Михайлович (род. 1951)        |         | г. Киев                   | Дарницкий                       | 5   |                           |
| Чернявский, Алексей Филиппович (род. 1942)        |         | Сумская область           | Артёмовский                     | 353 |                           |
| Чечетов, Михаил Васильевич (1953—2015)            |         | Донецкая область          | Юнокоммунаровский               | 125 |                           |
| Чивюк, Николай Васильевич (род. 1964)             |         | Николаевская область      | Новобугский                     | 292 |                           |
| Чиж, Иван Сергеевич (род. 1952)                   |         | Хмельницкая область       | Летичевский                     | 414 |                           |
| Чикал, Адам Васильевич (род. 1947)                |         | Житомирская область       | Бердичевский                    | 156 |                           |
| Чобит, Дмитрий Васильевич (род. 1952)             |         | Львовская область         | Бродовский                      | 271 |                           |
| Чорновил, Вячеслав Максимович (1937—1999)         |         | Тернопольская область     | Подольский                      | 357 |                           |
| Чорноусенко, Олег Иванович (1953—2007)            |         | Харьковская область       | Червонозаводский                | 379 |                           |
| Чукмасов, Сергей Александрович (род. 1955)        |         | Днепропетровская область  | Петровский                      | 81  |                           |
| Чулаков, Евгений Родионович (1937—2002)           |         | Днепропетровская область  | Васильковский                   | 99  |                           |
| Чумак, Николай Васильевич (род. 1950)             |         | Черниговская область      | Бахмачский                      | 443 |                           |
| Чумаченко, Николай Иванович (род. 1948)           |         | Черниговская область      | Нежинский                       | 441 |                           |
| Чупахин, Александр Михайлович (род. 1955)         |         | Харьковская область       | Купянский                       | 381 |                           |
| Чурута, Михаил Иванович (род. 1960)               |         | Луганская область         | Стахановский                    | 251 |                           |
| Шаланский, Анатолий Николаевич (род. 1953)        |         | Кировоградская область    | Знаменский                      | 226 |                           |
| Шамарин, Александр Николаевич (род. 1953)         |         | Донецкая область          | Шахтёрский                      | 144 |                           |
| Шандрюк, Александр Иванович (1953—2012)           |         | Львовская область         | Шевченковский                   | 266 |                           |
| Шаров, Игорь Фёдорович (род. 1960)                |         | Крым                      | Раздольненский                  | 41  | с 24 декабря 1995 года    |
| Швидкый, Пётр Евдокимович (род. 1960)             |         | Львовская область         | Жулковский                      | 276 |                           |
| Шевченко, Виктор Иванович (род. 1941)             |         | Донецкая область          | Макеевский-Центральный          | 133 | с 24 июля 1994 года       |
| Шевченко, Виталий Фёдорович (1954—2018)           |         | Киевская область          | Фастовский                      | 213 |                           |
| Шевченко, Владимир Иванович (род. 1957)           |         | Ровненская область        | Костопольский                   | 340 | с 7 августа 1994 года     |
| Шейко, Пётр Владимирович (1945—2013)              |         | Черниговская область      | Стахановский                    | 444 |                           |
| Шеренин, Юрий Леонидович (род. 1957)              |         | г. Севастополь            | Стахановский                    | 44  |                           |
| Шестаков, Виктор Петрович (род. 1948)             |         | Донецкая область          | Мариупольский-Орджоникидзевский | 137 |                           |
| Шеховцов, Алексей Дмитриевич (род. 1957)          |         | Донецкая область          | Новокраматорский                | 128 |                           |
| Шибко, Виталий Яковлевич (род. 1948)              |         | Днепропетровская область  | Самарский                       | 82  |                           |
| Шишкин, Виктор Иванович (род. 1952)               |         | Одесская область          | Киевский                        | 296 |                           |
| Шкрабак, Павел Ананиевич (род. 1941)              |         | Николаевская область      | Снигирёвский                    | 293 |                           |
| Шпек, Роман Васильевич (род. 1954)                |         | Ивано-Франковская область | Косовский                       | 200 | до 24 апреля 1997 года    |
| Штепа, Наталия Петровна (род. 1951)               |         | Крым                      | Симферопольский                 | 42  |                           |
| Шулежко, Мария Яковлевна (род. 1956)              |         | Черкасская область        | Каневский                       | 421 | с 31 июля 1994 года       |
| Щербань, Владимир Петрович (род. 1950)            |         | Донецкая область          | Будённовский                    | 107 |                           |
| Щербань, Евгений Александрович (1946—1996)        |         | Донецкая область          | Волновахский                    | 148 | убит 3 ноября 1996 года   |
| Юрковский, Анатолий Вильгельмович (род. 1929)     |         | г. Севастополь            | Ленинский                       | 45  | с 21 апреля 1996 года     |
| Юрковский, Виталий Станиславович (1935—1994)      |         | Сумская область           | Конотопский                     | 346 | умер 21 августа 1994 года |
| Юхимчук, Анатолий Петрович (род. 1959)            |         | Винницкая область         | Жмеринский                      | 50  |                           |
| Юхновский, Игорь Рафаилович (1925—2024)           |         | Львовская область         | Лычаковский                     | 263 |                           |
| Яблонский, Валентин Андреевич (род. 1930)         |         | Хмельницкая область       | Каменец-Подольский              | 407 |                           |
| Яворивский, Владимир Александрович (1942—2021)    |         | Кировоградская область    | Светловодский                   | 228 |                           |
| Ягоферов, Анатолий Николаевич (род. 1948)         |         | Луганская область         | Артёмовский                     | 235 |                           |
| Яковенко, Валентин Петрович (род. 1945)           |         | Хмельницкая область       | Дунаевецкий                     | 412 |                           |
| Яковенко, Александр Николаевич (род. 1952)        |         | Донецкая область          | Енакиевский                     | 124 |                           |
| Ямковый, Иван Алексеевич (род. 1943)              |         | Винницкая область         | Тростянецкий                    | 60  |                           |
| Янко, Станислав Васильевич (род. 1941)            |         | Донецкая область          | Селидовский                     | 139 |                           |
| Яровенко, Владимир Сергеевич (род. 1937)          |         | Винницкая область         | Барский                         | 53  |                           |
| Ярошинский, Богдан Харитонович (1947—2008)        |         | Ровненская область        | Гощанский                       | 337 |                           |
| Яценко, Владимир Михайлович (род. 1951)           |         | Житомирская область       | Коростенский                    | 157 |                           |